# Maxwell-Boltzmann-Verteilung
| Parameter                      | {\displaystyle a>0\,} |
| Definitionsbereich             | {\displaystyle x\in [0;\infty )} |
| Wahrscheinlichkeitsdichte      | {\displaystyle {\sqrt {\frac {2}{\pi }}}{\frac {x^{2}e^{-x^{2}/(2a^{2})}}{a^{3}}}}                                                    |
| Kumulierte Verteilungsfunktion | {\displaystyle \operatorname {erf} \left({\frac {x}{{\sqrt {2}}a}}\right)-{\sqrt {\frac {2}{\pi }}}{\frac {xe^{-x^{2}/(2a^{2})}}{a}}} |
| Erwartungswert                 | {\displaystyle \mu =2a{\sqrt {\frac {2}{\pi }}}}                                                                                      |
| Modus                          | {\displaystyle {\sqrt {2}}a} |
| Varianz                        | {\displaystyle \sigma ^{2}={\frac {a^{2}(3\pi -8)}{\pi }}}                                                                            |
| Schiefe                        | {\displaystyle \gamma _{1}={\frac {2{\sqrt {2}}(16-5\pi )}{(3\pi -8)^{3/2}}}\approx 0{,}49}                                           |
| Wölbung                        | {\displaystyle \gamma _{2}=-4{\frac {96-40\pi +3\pi ^{2}}{(3\pi -8)^{2}}}\approx 0{,}11}                                              |
| Entropie (in nats)             | {\displaystyle \ln \left(a{\sqrt {2\pi }}\right)+\gamma -{\frac {1}{2}}} ({\displaystyle \gamma }: Euler-Mascheroni-Konstante)        |

Die Maxwell-Boltzmann-Verteilung oder auch maxwellsche Geschwindigkeitsverteilung ist eine Wahrscheinlichkeitsdichte der statistischen Physik, die in der Thermodynamik, speziell der kinetischen Gastheorie, eine wichtige Rolle spielt. Sie beschreibt die statistische Verteilung des Betrags {\displaystyle v=|{\vec {v}}|} der thermischen Teilchengeschwindigkeiten eines physikalischen Systems im thermodynamischen Gleichgewicht. Benannt wird sie nach James Clerk Maxwell und Ludwig Boltzmann, die sie 1860 erstmals hergeleitet haben. Sie ergibt sich aus der Boltzmann-Statistik. Nach der Maxwell-Boltzmann-Verteilung hat die Wahrscheinlichkeitsverteilung der Teilchengeschwindigkeiten {\displaystyle v} bei absoluter Temperatur {\displaystyle T} die Wahrscheinlichkeitsdichtefunktion {\displaystyle p} mit
{\displaystyle p{\left(v\right)}={\sqrt {\frac {2}{\pi }}}\left({\frac {m}{k_{\mathrm {B} }T}}\right)^{\frac {3}{2}}v^{2}e^{-{\frac {mv^{2}}{2k_{\mathrm {B} }T}}}},
wobei {\displaystyle m} die Masse des Teilchens und {\displaystyle k_{\mathrm {B} }} die Boltzmann-Konstante ist.
Die Maxwell-Boltzmann-Verteilung wird oft für die Geschwindigkeitsverteilung von Gasmolekülen herangezogen. Sie gilt allerdings allgemein für die Geschwindigkeiten statistischer/thermischer Fluktuationen beliebiger Teile eines Gesamtsystems, die sich in drei Dimensionen bewegen können, also insbesondere auch in Flüssigkeiten. Voraussetzung ist, dass das Gesamtsystem keine systematischen nicht-thermischen Bewegungen durchführt, also z. B. nicht rotiert, schwingt, expandiert/kontrahiert oder sich als Ganzes translativ bewegt.

## Bedeutung für die Thermodynamik
Die Maxwell-Boltzmann-Verteilung erklärt beispielsweise den Prozess der Verdunstung. Beispielsweise kann feuchte Wäsche bei Temperaturen von 20 °C trocknen, da es in dieser Verteilungskurve einen geringen Anteil von Molekülen mit der erforderlich hohen Geschwindigkeit gibt, welche sich aus dem Flüssigkeitsverband lösen können. Es wird also auch bei niedrigen Temperaturen immer einige Moleküle geben, die schnell genug sind, die Anziehungskräfte durch ihre Nachbarn zu überwinden und vom flüssigen oder festen Aggregatzustand in den gasförmigen Aggregatzustand überzugehen, was man als Verdampfung bzw. Sublimation bezeichnet. Umgekehrt gibt es aber auch unter den vergleichsweise schnellen Teilchen des Gases immer einige, die keine ausreichende Geschwindigkeit besitzen und daher wieder vom gasförmigen in den flüssigen oder festen Aggregatzustand wechseln, was man als Kondensation bzw. Resublimation bezeichnet. Diese Vorgänge werden unter dem Begriff der Phasenumwandlung zusammengefasst, wobei sich zwischen Teilchen, die in die Gasphase eintreten, und Teilchen, die aus der Gasphase austreten, insofern es keine Störungen von außen gibt, ein dynamisches Gleichgewicht einstellt. Dieses ist Untersuchungsgegenstand der Gleichgewichtsthermodynamik, daher nennt man es auch thermodynamisches Gleichgewicht. Die Teilchen der gasförmigen Phase üben hierbei im Gleichgewichtszustand einen Druck aus, den man als Sättigungsdampfdruck bezeichnet. Grafisch dargestellt wird das Phasenverhalten von Stoffen in deren Phasendiagramm.
Siehe auch: Zustandsgleichung, Fundamentalgleichung, Thermodynamisches Potenzial, Ideales Gas, Reales Gas, Tripelpunkt, Kritischer Punkt

## Eigenschaften und abgeleitete Größen

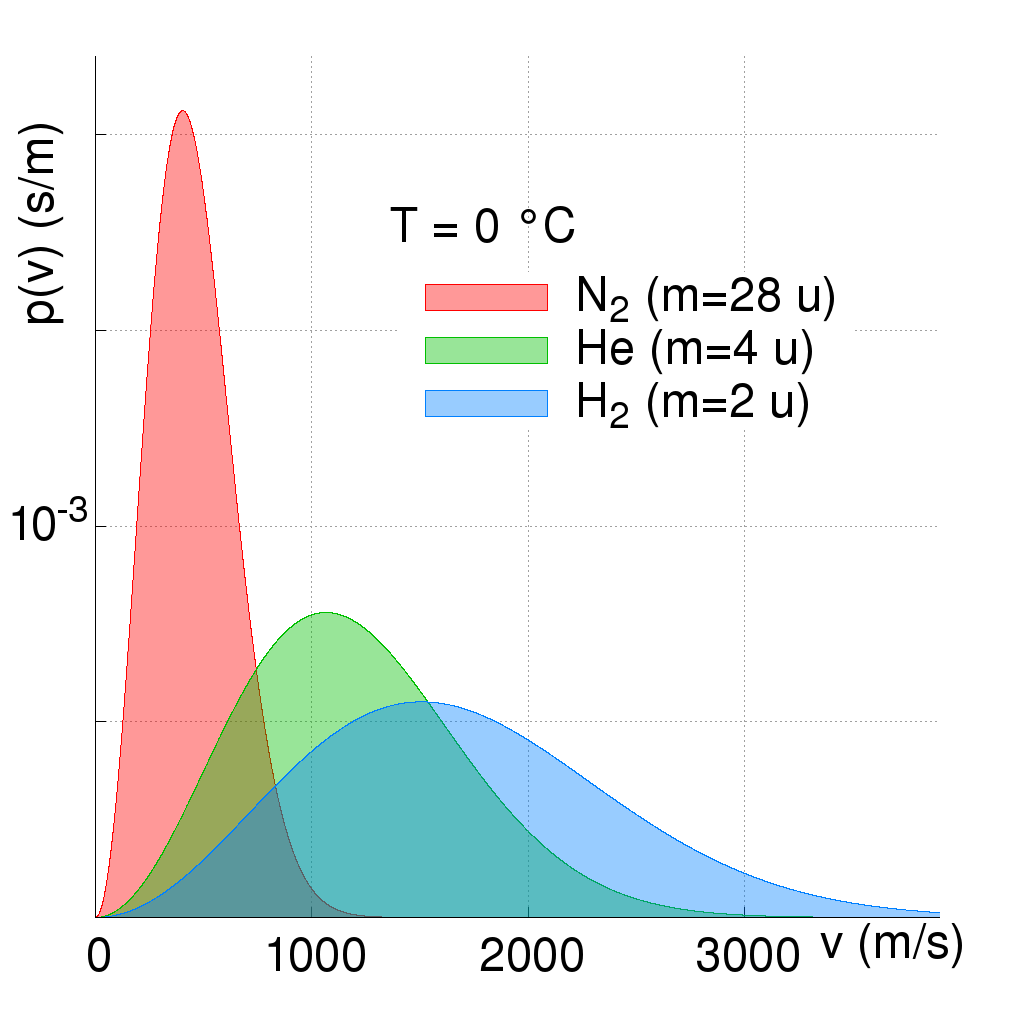
Stoffabhängigkeit der Geschwindigkeitsverteilung bei 0 °C für Wasserstoff (H_{2}), Helium (He) und Stickstoff (N_{2})

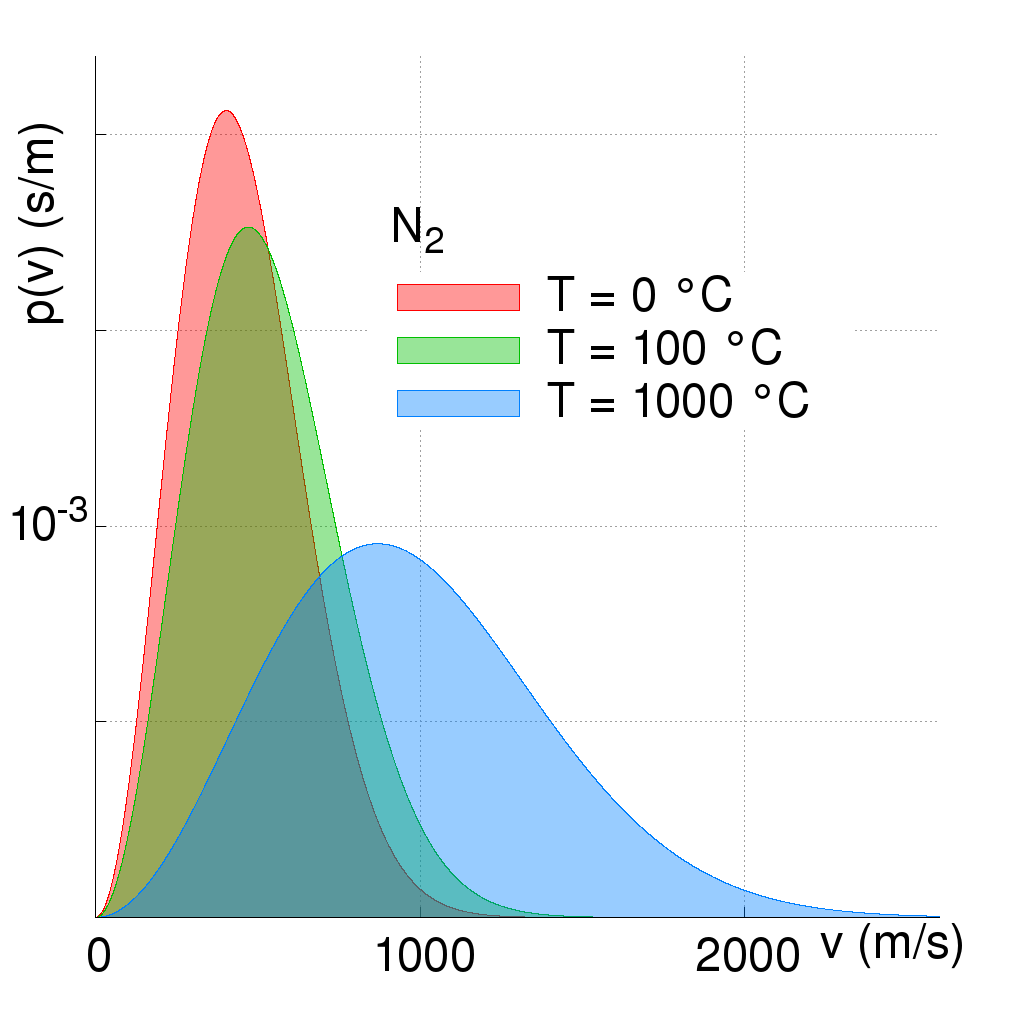
Temperaturabhängigkeit der Geschwindigkeitsverteilung für Stickstoff

Die beiden Abbildungen zur Rechten verdeutlichen die Abhängigkeit der Maxwell-Boltzmann-Verteilung von Teilchenmasse und Temperatur des Gases. Mit steigender Temperatur {\displaystyle T} nimmt die durchschnittliche Geschwindigkeit zu und die Verteilung wird gleichzeitig breiter. Mit steigender Teilchenmasse {\displaystyle m} hingegen nimmt die durchschnittliche Geschwindigkeit ab und die Geschwindigkeitsverteilung wird gleichzeitig schmaler. Die Verteilungsfunktion besteht aus drei Faktoren:
- Der Boltzmann-Faktor {\displaystyle e^{\frac {-mv^{2}}{2k_{\mathrm {B} }T}}=e^{\frac {-E_{\rm {kin}}}{k_{\mathrm {B} }T}}} gibt die relative Wahrscheinlichkeit von Phasenraum-Zuständen in Abhängigkeit von ihrer Energie an und der Temperatur an. Für große Geschwindigkeiten konvergiert der Boltzmann-Faktor schneller gegen Null als alle anderen Faktoren und garantiert, dass die Verteilungsfunktion bis zum Grenzwert unendlicher Geschwindigkeiten integriert werden kann.
- Der Term {\displaystyle v^{2}} gibt die relative Anzahl von Phasenraum-Zuständen mit Geschwindigkeit {\displaystyle v} an. Konkret gibt er die relative Anzahl der vektoriellen Geschwindigkeiten {\displaystyle {\vec {v}}} an, deren Betrag gleich {\displaystyle v} ist. In dreidimensionalen Systemen sind das alle Geschwindigkeitsvektoren, die auf der Oberfläche einer Kugel mit Radius {\displaystyle v} liegen. Da Kugeloberflächen quadratisch mit dem Radius steigen ist dieser Faktor quadratisch. Der Faktor führt dazu, dass das Maximum der Verteilung nicht bei Null, sondern bei einer positiven Geschwindigkeit liegt.
- Der Faktor {\displaystyle {\sqrt {\frac {2}{\pi }}}\left({\frac {m}{k_{\mathrm {B} }T}}\right)^{\frac {3}{2}}} ist die Normierung, so dass das Integral der Wahrscheinlichkeitsverteilung über alle möglichen Wahrscheinlichkeiten gleich Eins ist. Er hat keine physikalische Bedeutung.

### Teilchengeschwindigkeiten
Aus der Verteilungsfunktion lassen sich verschiedene Größen ableiten, die in unterschiedlichen Szenarien Anwendung finden. Im Folgenden werden diese Größen zusätzlich mit in der Chemie üblichen molaren Massen {\displaystyle M} und Gaskonstante {\displaystyle R} anstatt der Teilchenmasse {\displaystyle m} und Boltzmann-Konstante {\displaystyle k_{\mathrm {B} }} angegeben. Die Maxwell-Boltzmann-Verteilung wird mit {\displaystyle p(v)} bezeichnet.
Die wahrscheinlichste Geschwindigkeit ist die Geschwindigkeit, an der die Dichtefunktion {\displaystyle p(v)} ihren maximalen (extremalen) Wert hat:
{\displaystyle {\frac {{\text{d}}p}{{\text{d}}v}}({\hat {v}})=0\Rightarrow {\hat {v}}={\sqrt {\frac {2k_{\mathrm {B} }T}{m}}}={\sqrt {\frac {2RT}{M}}}}
Die mittlere Geschwindigkeit {\displaystyle {\bar {v}}} ist der Durchschnittswert
{\displaystyle {\bar {v}}=\int _{0}^{\infty }v\,p(v)\,{\text{d}}v={\sqrt {\frac {8k_{\mathrm {B} }T}{\pi m}}}={\sqrt {\frac {8RT}{\pi M}}}}
Die quadratisch gemittelte Geschwindigkeit ist die Quadratwurzel des mittleren Quadrats der Geschwindigkeit
{\displaystyle {\sqrt {\overline {v^{2}}}}={\sqrt {\int _{0}^{\infty }v^{2}\,p(v)\,dv}}={\sqrt {\frac {3k_{\mathrm {B} }T}{m}}}={\sqrt {\frac {3RT}{M}}}}
Die quadratisch gemittelte Geschwindigkeit ist dabei auch ein Maß für die mittlere kinetische Energie (Ekin) der Moleküle:
{\displaystyle {\overline {E_{\text{kin}}}}={\frac {1}{2}}m{\overline {v^{2}}}={\frac {3}{2}}k_{\mathrm {B} }T={\frac {3RT}{2N_{A}}}}
Diese Aussage kann auch unter Benutzung des Gleichverteilungssatzes gewonnen werden, da es sich um einen Ensemblemittelwert handelt, zu dem drei Freiheitsgrade (die Impulse in die drei Raumdimensionen) beitragen.
Für Zwecke der Stoßzeiten usw. benötigt man einen weiteren Mittelwert, harmonischer Mittelwert genannt. Der harmonische Mittelwert {\displaystyle {\breve {v}}} ist definiert durch
{\displaystyle {\frac {1}{\breve {v}}}=\int _{0}^{\infty }{\frac {p(v)}{v}}\,{\text{d}}v}.
Durch Substitution von
{\displaystyle {\frac {mv^{2}}{2k_{\mathrm {B} }T}}=z\quad } und {\displaystyle \quad v~dv={\frac {k_{\mathrm {B} }T}{m}}dz}
und Integration erhält man:
{\displaystyle {\frac {1}{\breve {v}}}={\sqrt {\frac {2}{\pi }}}\cdot {\sqrt {\frac {m}{k_{\mathrm {B} }T}}}={\sqrt {\frac {2m}{\pi k_{\mathrm {B} }T}}}}
oder
{\displaystyle {\breve {v}}={\sqrt {\frac {\pi k_{\mathrm {B} }T}{2m}}}={\sqrt {\frac {\pi RT}{2{\text{M}}}}}}

### Beziehungen zwischen den Geschwindigkeiten

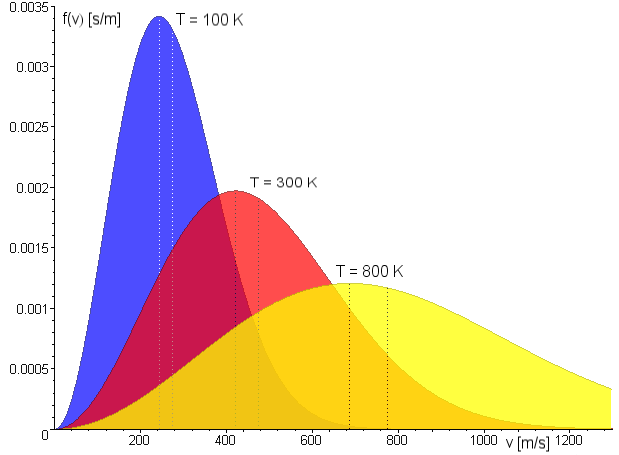
Maxwell-Boltzmannsche Geschwindigkeitsverteilung für Stickstoff

Im Bild zur Rechten ist die maxwell-boltzmannsche Geschwindigkeitsverteilung für Stickstoff (N2) bei drei verschiedenen Temperaturen abgebildet. Es ist auch die wahrscheinlichste Geschwindigkeit {\displaystyle {\hat {v}}} und die mittlere Geschwindigkeit {\displaystyle {\bar {v}}} eingezeichnet. Dabei gilt immer, dass die wahrscheinlichste Geschwindigkeit kleiner als die mittlere Geschwindigkeit ist. Allgemein gilt:
{\displaystyle {\hat {v}}<{\bar {v}}<{\sqrt {\overline {v^{2}}}}}
Der Zusammenhang zwischen den Geschwindigkeiten ergibt sich dabei aus:
{\displaystyle {\bar {v}}={\sqrt {\frac {8}{3\pi }}}\cdot {\sqrt {\overline {v^{2}}}}\approx 0{,}921\cdot {\sqrt {\overline {v^{2}}}}}
| T \ v              | {\displaystyle {\hat {v}}} | {\displaystyle {\bar {v}}} | {\displaystyle \scriptstyle {\sqrt {\overline {v^{2}}}}} | {\displaystyle {\breve {v}}} |
| ------------------ | -------------------------- | -------------------------- | -------------------------------------------------------- | ---------------------------- |
| 100 K (−173,15 °C) | 243,15 m/s                 | 274,36 m/s                 | 297,79 m/s                                               | 215,43 m/s                   |
| 300 K −0(26,85 °C) | 421,15 m/s                 | 475,20 m/s                 | 515,78 m/s                                               | 373,14 m/s                   |
| 800 K 0(526,85 °C) | 687,74 m/s                 | 776,02 m/s                 | 842,29 m/s                                               | 609,34 m/s                   |

Umrechnungsfaktoren zwischen den verschiedenen Teilchengeschwindigkeiten
| von → ↓ nach                                             | {\displaystyle {\hat {v}}} | {\displaystyle {\bar {v}}} | {\displaystyle \scriptstyle {\sqrt {\overline {v^{2}}}}} | {\displaystyle {\breve {v}}} |
| -------------------------------------------------------- | -------------------------- | -------------------------- | -------------------------------------------------------- | ---------------------------- |
| {\displaystyle {\hat {v}}}                               | 1                          | 0,886                      | 0,816                                                    | 1,128                        |
| {\displaystyle {\bar {v}}}                               | 1,128                      | 1                          | 0,921                                                    | 1,273                        |
| {\displaystyle \scriptstyle {\sqrt {\overline {v^{2}}}}} | 1,225                      | 1,085                      | 1                                                        | 1,382                        |
| {\displaystyle {\breve {v}}}                             | 0,886                      | 0,785                      | 0,724                                                    | 1                            |

| von → ↓ nach                                                        | {\displaystyle {\hat {v}}}                           | {\displaystyle {\bar {v}}}                            | {\displaystyle \scriptstyle {\sqrt {\overline {v^{2}}}}} | {\displaystyle {\breve {v}}}                         |
| ------------------------------------------------------------------- | ---------------------------------------------------- | ----------------------------------------------------- | -------------------------------------------------------- | ---------------------------------------------------- |
| {\displaystyle {\hat {v}}}                                          | 1                                                    | {\displaystyle \textstyle {\frac {\sqrt {\pi }}{2}}}  | {\displaystyle \textstyle {\sqrt {\frac {2}{3}}}}        | {\displaystyle \textstyle {\frac {2}{\sqrt {\pi }}}} |
| {\displaystyle {\bar {v}}}                                          | {\displaystyle \textstyle {\frac {2}{\sqrt {\pi }}}} | 1                                                     | {\displaystyle \textstyle {\sqrt {\frac {8}{3\pi }}}}    | {\displaystyle \textstyle {\frac {4}{\pi }}}         |
| {\displaystyle \scriptstyle {\sqrt {\overline {v^{2}}}}}            | {\displaystyle \textstyle {\sqrt {\frac {3}{2}}}}    | {\displaystyle \textstyle {\sqrt {\frac {3\pi }{8}}}} | 1                                                        | {\displaystyle \textstyle {\sqrt {\frac {6}{\pi }}}} |
| {\displaystyle {\breve {v}}}                                        | {\displaystyle \textstyle {\frac {\sqrt {\pi }}{2}}} | {\displaystyle \textstyle {\frac {\pi }{4}}}          | {\displaystyle \textstyle {\sqrt {\frac {\pi }{6}}}}     | 1                                                    |
| {\displaystyle \scriptstyle {\sqrt {\frac {k_{\mathrm {B} }T}{m}}}} | {\displaystyle \textstyle {\sqrt {2}}}               | {\displaystyle \textstyle {\sqrt {\frac {8}{\pi }}}}  | {\displaystyle \textstyle {\sqrt {3}}}                   | {\displaystyle \textstyle {\sqrt {\frac {\pi }{2}}}} |

## Herleitung
Die Maxwell-Boltzmann-Verteilung gilt für nicht-quantenmechanische, nicht-relativistische Systeme mit in drei Raumdimensionen frei beweglichen Teilchen und einer konservativen Wechselwirkung zwischen diesen Teilchen, die nicht von der Geschwindigkeit der Teilchen abhängt.
Im Fall von N Teilchen ohne innere Freiheitsgrade wird der (Mikro-)Zustand des Systems durch die Teilchenimpulse {\displaystyle {\vec {p}}_{1},{\vec {p}}_{2},\dots } und die Teilchenpositionen {\displaystyle {\vec {x}}_{1},{\vec {x}}_{2},\dots } definiert. Die Energie eines Zustands ist durch
{\displaystyle E({\vec {p}}_{1\dots },{\vec {x}}_{1\dots })=\sum _{i=1\dots }{\frac {{\vec {p}}_{i}^{2}}{2m_{i}}}+U({\vec {x}}_{1},{\vec {x}}_{2},\dots )}
gegeben, wobei U die Wechselwirkungsenergie ist. Nach der Boltzmann-Statistik ist die Wahrscheinlichkeitsdichte {\displaystyle W({\vec {p}}_{1\dots },{\vec {x}}_{1\dots })} für einen bestimmten Zustand
{\displaystyle W({\vec {p}}_{1\dots },{\vec {x}}_{1\dots })=c\cdot \exp \left[{\frac {-1}{k_{\mathrm {B} }T}}\sum _{i=1\dots }{\frac {{\vec {p}}_{i}^{2}}{2m_{i}}}+U({\vec {x}}_{1},{\vec {x}}_{2},\dots )\right]},
wobei {\displaystyle k_{\mathrm {B} }} die Boltzmann-Konstante ist und T die absolute Temperatur beschreibt. Der Faktor {\displaystyle c} ist ein Normierungsfaktor, so dass die Gesamtwahrscheinlichkeit aller Zustände Eins ist. Die Wahrscheinlichkeitsdichte dafür, dass ein Teilchen des Systems einen bestimmten Impuls besitzt, ist das Integral über alle Zustände, in denen das Teilchen den gesuchten Impuls hat. Im Fall von Teilchen 1 bedeutet das
{\displaystyle W({\vec {p}}_{1})=c\cdot \exp \left[{\frac {-1}{k_{\mathrm {B} }T}}{\frac {{\vec {p}}_{1}^{2}}{2m_{1}}}\right]\underbrace {\int _{{\vec {p}}_{2\dots }}d{\vec {p}}_{2\dots }\int _{{\vec {x}}_{1\dots }}d{\vec {x}}_{1\dots }\exp \left[{\frac {-1}{k_{\mathrm {B} }T}}\sum _{i=2\dots }{\frac {{\vec {p}}_{i}^{2}}{2m_{i}}}+U({\vec {x}}_{1},{\vec {x}}_{2},\dots )\right]} _{=:f_{1}}=c\cdot f_{1}\cdot \exp \left[{\frac {-1}{k_{\mathrm {B} }T}}{\frac {{\vec {p}}_{1}^{2}}{2m_{1}}}\right]}.
Entscheidend für die Herleitung ist in diesem Schritt, dass alle Terme, die zu {\displaystyle f_{1}} beitragen, nicht vom Impuls von Teilchen 1 abhängen. Daher ist {\displaystyle f_{1}} für die gesuchte Wahrscheinlichkeitsverteilung nur eine beliebige Konstante, die letztlich in der Normierung der Wahrscheinlichkeitsdichte untergeht – unabhängig davon wie kompliziert die Berechnung des Terms (z. B. des Wechselwirkungsterms) ist. In Bezug auf die Wahrscheinlichkeitsverteilung für den Impuls verhält sich das Teilchen also wie ein freies Teilchen. Da die bisherige Rechnung für jedes beliebige Teilchen des Systems gilt, wird im Folgenden der Teilchenindex weggelassen. Über den Zusammenhang {\displaystyle {\vec {p}}=m{\vec {v}}} folgt, dass die Wahrscheinlichkeitsdichte für die vektorielle Geschwindigkeit des Teilchens proportional zu {\displaystyle \exp \left[{\frac {-1}{k_{\mathrm {B} }T}}{\frac {m{\vec {v}}^{2}}{2}}\right]} ist. Mit der korrekten Normierung ergibt sich
{\displaystyle W({\vec {v}})=\left({\frac {m}{2\pi k_{\mathrm {B} }T}}\right)^{\frac {3}{2}}\exp \left[{\frac {-1}{k_{\mathrm {B} }T}}{\frac {m{\vec {v}}^{2}}{2}}\right]}.
Die Wahrscheinlichkeitsverteilung für den Betrag der Geschwindigkeit, also die Teilchengeschwindigkeit unabhängig von der Bewegungsrichtung, ergibt sich durch Integration über alle Geschwindigkeitsvektoren, die zum jeweiligen Betrag passen:
{\displaystyle W(v)=\left({\frac {m}{2\pi k_{\mathrm {B} }T}}\right)^{\frac {3}{2}}\int _{{\vec {v}}:|{\vec {v}}|=v}d{\vec {v}}\exp \left[{\frac {-1}{k_{\mathrm {B} }T}}{\frac {m{\vec {v}}^{2}}{2}}\right]=\left({\frac {m}{2\pi k_{\mathrm {B} }T}}\right)^{\frac {3}{2}}\exp \left[{\frac {-1}{k_{\mathrm {B} }T}}{\frac {mv^{2}}{2}}\right]\underbrace {\int _{{\vec {v}}:|{\vec {v}}|=v}1d{\vec {v}}} _{=4\pi v^{2}}=\left({\frac {m}{2\pi k_{\mathrm {B} }T}}\right)^{\frac {3}{2}}4\pi v^{2}\exp \left[{\frac {-1}{k_{\mathrm {B} }T}}{\frac {mv^{2}}{2}}\right]}